# Jabłonowo (Biskupiec)
Jabłonowo (deutsch Rehberg) war ein Ort in der polnischen Woiwodschaft Ermland-Masuren. Seine Ortsstelle liegt im Gebiet der Gmina Biskupiec (Stadt- und Landgemeinde Bischofsburg) im Powiat Olsztyński (Kreis Allenstein).

## Geographische Lage
Die Ortsstelle Jabłonowos liegt in der nördlichen Mitte der Woiwodschaft Ermland-Masuren, 19 Kilometer südwestlich der früheren Kreisstadt Rößel (polnisch Reszel) bzw. 33 Kilometer nordöstlich der heutigen Kreismetropole und auch Woiwodschaftshauptstadt Olsztyn (deutsch Allenstein).

## Geschichte
Der einst Rehberg genannte kleine Ort war bis 1945 eine Kolonie der Gemeinde Labuch (polnisch Łabuchy) im ostpreußischen Kreis Rößel. Als Vorwerk kam Rehberg 1874 mit Labuch zum Amtsbezirk Wengoyen (polnisch Węgój). 78 Einwohner zählte Rehberg im Jahre 1905.
Als 1945 das gesamte südliche Ostpreußen in Kriegsfolge an Polen abgetreten wurde, bekam Rehberg die polnische Namensform „Jabłonowo“. Doch der Ort wurde schon in den ersten Nachkriegsjahren kaum noch genannt, seine Spur verlief sich und er dürfte in der Ortschaft Łabuchy (Labuch) aufgegangen sein. Somit liegt seine Ortsstelle innerhalb des Gebietes der Gmina Biskupiec (Stadt- und Landgemeinde Bischofsburg) im Powiat Olsztyński (Kreis Allenstein) in der Woiwodschaft Ermland-Masuren.

## Kirche
Bis 1945 war Rehberg in die evangelische Kirche Bischofsburg  (polnisch Biskupiec) in der Kirchenprovinz Ostpreußen der Kirche der Altpreußischen Union, außerdem in die römisch-katholische Pfarrei Wengoyen (polnisch Węgój)  im Bistum Ermland eingegliedert.

## Verkehr
Zur Ortsstelle Jabłonowos führt von Łabuchy aus ein Landweg.